# Langue éteinte
Une langue éteinte ou finie est une langue qui n'a plus de locuteurs natifs. Cela se produit généralement lorsqu'une langue est sujette à l'extinction linguistique et est directement remplacée par une autre langue, par exemple le copte remplacé par l'arabe et de nombreuses langues amérindiennes, remplacé par l'anglais, le français, l'espagnol et le portugais.

## Évolution etutilité docimologique
Le terme « langue morte » se réfère aussi couramment à une langue plus ancienne qui a considérablement changé et a évolué vers un nouveau groupe linguistique autonome, dont le processus de séparation linguistique est maintenant terminé. Par exemple, le latin est une langue morte n'ayant pas de locuteurs natifs, mais c'est la base du latin vulgaire, qui a évolué vers les langues romanes modernes.
Dans certains cas, une langue éteinte reste utilisée pour des fonctions scientifiques, juridiques ou ecclésiastiques. le latin, le vieux-slave, le copte et le guèze sont parmi les nombreuses langues éteintes utilisées comme langues sacrées.
Dans d'autres cas, l'utilité vient du fait d'être l'objet d'un enseignement même si ce n'est pas universitaire. Pour Carlo Azeglio Ciampi, la culture classique et la méthode d'interprétation philologique confèrent un état d'esprit, qui se révèle précieux même dans des domaines totalement différents.

## Types de langues vivantes
Une langue qui a des locuteurs natifs dans la vie est appelée une langue vivante. 6 912 langues vivantes sont connues.
Dans au moins un cas, l'hébreu, une langue liturgique éteinte, a été ravivé pour redevenir une langue vivante. Il y a eu d'autres tentatives de revitalisation linguistique (par exemple le mannois et le cornique), mais leur succès a été débattu, on ne sait pas si elles deviendront un jour la langue maternelle commune d'une communauté de locuteurs.

### Latin
La langue latine, bien que formellement éteinte car il n'y a plus de locuteurs de langue maternelle, a été reclassée en tant que langue historique ; ce n'est donc plus une langue éteinte. Il est enseigné dans les lycées classiques, humanités, scientifiques et linguistiques en Italie et dans d'autres écoles à l'étranger, et est l'une des langues officielles de la Cité du Vatican.